# Derby di Nottingham
Il derby di Nottingham è la stracittadina calcistica che mette di fronte il Nottingham Forest e il Notts County, le due società di Nottingham. La sfida è detta anche Trentside Derbies, perché i due stadi delle società, City Ground e Meadow Lane, sono situati sulle rive opposte del fiume Trent.
Il derby di Nottingham non dev'essere confuso con il Nottinghamshire derby, il quale viene giocato tra il Notts County e il Mansfield Town.

## Storia

Grafico che mostra le posizioni in campionato di County e Forest negli anni.

Le due squadre sono tra le società calcistiche più vecchie al mondo. Il Notts County venne fondato nel 1862. Il Forest venne fondato nel 1865 da un gruppo di giocatori di bandy e di shinty.
Il primo match ufficiale tra le due squadre, fu una gara valida per la FA Cup disputata il 16 novembre 1878, vinta per 3-1 dal Nottingham Forest. La prima partita di campionato venne giocata nella stagione 1892-83, precisamente l'8 ottobre 1892 e venne vinta per 3-0 dal County.
Il derby di Nottingham è stato un evento periodico fino alla metà degli anni cinquanta, divenne poi molto più raro con il passare del tempo.
Al giorno d'oggi, Forest e Notts County si incontrano in amichevoli estive a Meadow Lane. Il Nottingham Forest ha vinto per 2-1 il 30 luglio 2007 e per 3-2 il 2 agosto 2008, risultati ribaltati dal Notts County nell'amichevole del 25 luglio 2009. L'ultima partita tra le due squadre, è stata un'amichevole giocata il 7 agosto 2012, finita in parità per 2-2.
L'ultimo derby giocato in campionato, venne giocato il 12 febbraio 1994 e venne vinto per 2-1 dal County. Charlie Palmer, soprannominato 'Sir' Charlie Palmer dai tifosi del County, segnò il gol della vittoria a soli quattro minuti dal termine dell'incontro, oltre che a soli novanta secondi dopo il gol del momentaneo pareggio del Forest. Il 12 febbraio divenne scelto come Charlie Palmer Day per i tifosi dei Magpies.
La rivalità tra i due club si riaccese il 9 agosto 2011, quando le due squadre si incontrarono nel primo turno della Football League Cup, il quale venne giocato al City Ground. La partita fu ricca di emozioni e venne vinta dai Reds ai calci di rigore, dopo che i tempi regolamentari si erano conclusi sul 3-3. Il rigore fallito da Lee Hughes condannò il County alla sconfitta.

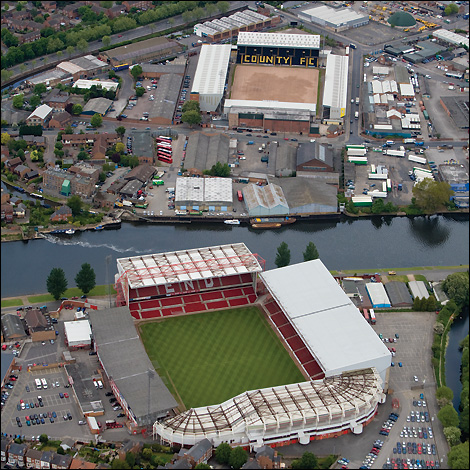
Vista aerea dei due stadi.

## Statistiche
Le due squadre si sono incontrate per un totale di 94 volte tra campionato, FA Cup e League Cup. Inoltre i due club si sono affrontati in altre competizioni tra cui spiccano il Nottinghamshire County Senior Cup e la Coppa Anglo-Italiana.
|                    | Giocate | Vittorie County | Pareggi | Vittorie Forest |
| Campionato inglese | 86      | 28              | 23      | 35              |
| FA Cup             | 6       | 2               | 1       | 3               |
| League Cup         | 2       | 0               | 1       | 1               |
| Totale             | 94      | 30              | 24      | 40              |

## Lista dei risultati
Statistiche aggiornate al 10 Novembre 2015.

### Campionato
| Nº | Data              | Stadio       | Competizione              | Squadra in casa   | Risultato | Squadra in trasferta |
| -- | ----------------- | ------------ | ------------------------- | ----------------- | --------- | -------------------- |
| 1  | 8 ottobre 1892    | Trent Bridge | First Division 1892-1893  | Notts County      | 3 – 0     | Nottingham Forest    |
| 2  | 25 febbraio 1893  | Trent Bridge | First Division 1892-1893  | Nottingham Forest | 3 – 1     | Notts County         |
| 3  | 4 settembre 1897  | Trent Bridge | First Division 1897-1898  | Nottingham Forest | 1 – 1     | Notts County         |
| 4  | 9 ottobre 1897    | Trent Bridge | First Division 1897-1898  | Notts County      | 1 – 3     | Nottingham Forest    |
| 5  | 8 ottobre 1898    | Trent Bridge | First Division 1898-1899  | Notts County      | 2 – 2     | Nottingham Forest    |
| 6  | 4 febbraio 1899   | City Ground  | First Division 1898-1899  | Nottingham Forest | 0 – 0     | Notts County         |
| 7  | 11 novembre 1899  | Trent Bridge | First Division 1899-1900  | Notts County      | 1 – 2     | Nottingham Forest    |
| 8  | 17 marzo 1900     | City Ground  | First Division 1899-1900  | Nottingham Forest | 0 – 3     | Notts County         |
| 9  | 24 novembre 1900  | City Ground  | First Division 1900-1901  | Nottingham Forest | 5 – 0     | Notts County         |
| 10 | 26 dicembre 1900  | Trent Bridge | First Division 1900-1901  | Notts County      | 1 – 0     | Nottingham Forest    |
| 11 | 16 novembre 1901  | Trent Bridge | First Division 1901-1902  | Notts County      | 3 – 0     | Nottingham Forest    |
| 12 | 26 dicembre 1901  | City Ground  | First Division 1901-1902  | Nottingham Forest | 1 – 0     | Notts County         |
| 13 | 15 novembre 1902  | City Ground  | First Division 1902-1903  | Nottingham Forest | 0 – 0     | Notts County         |
| 14 | 26 dicembre 1902  | Trent Bridge | First Division 1902-1903  | Notts County      | 1 – 1     | Nottingham Forest    |
| 15 | 28 novembre 1903  | Trent Bridge | First Division 1903-1904  | Notts County      | 1 – 3     | Nottingham Forest    |
| 16 | 26 dicembre 1903  | City Ground  | First Division 1903-1904  | Nottingham Forest | 0 – 1     | Notts County         |
| 17 | 26 novembre 1904  | City Ground  | First Division 1904-1905  | Nottingham Forest | 2 – 1     | Notts County         |
| 18 | 25 marzo 1905     | Trent Bridge | First Division 1904-1905  | Notts County      | 1 – 2     | Nottingham Forest    |
| 19 | 4 novembre 1905   | Trent Bridge | First Division 1905-1906  | Notts County      | 1 – 1     | Nottingham Forest    |
| 20 | 26 dicembre 1905  | City Ground  | First Division 1905-1906  | Nottingham Forest | 1 – 2     | Notts County         |
| 21 | 7 dicembre 1907   | City Ground  | First Division 1907-1908  | Nottingham Forest | 2 – 0     | Notts County         |
| 22 | 4 aprile 1908     | Trent Bridge | First Division 1907-1908  | Notts County      | 2 – 0     | Nottingham Forest    |
| 23 | 21 novembre 1908  | Trent Bridge | First Division 1908-1909  | Notts County      | 3 – 0     | Nottingham Forest    |
| 24 | 27 marzo 1909     | City Ground  | First Division 1908-1909  | Nottingham Forest | 1 – 0     | Notts County         |
| 25 | 4 settembre 1909  | City Ground  | First Division 1909-1910  | Nottingham Forest | 2 – 1     | Notts County         |
| 26 | 8 gennaio 1910    | Trent Bridge | First Division 1909-1910  | Notts County      | 4 – 1     | Nottingham Forest    |
| 27 | 3 settembre 1910  | Meadow Lane  | First Division 1910-1911  | Notts County      | 1 – 1     | Nottingham Forest    |
| 28 | 26 dicembre 1910  | City Ground  | First Division 1910-1911  | Nottingham Forest | 0 – 2     | Notts County         |
| 29 | 25 dicembre 1913  | Meadow Lane  | Second Division 1913-1914 | Notts County      | 2 – 2     | Nottingham Forest    |
| 30 | 31 dicembre 1913  | City Ground  | Second Division 1913-1914 | Nottingham Forest | 1 – 0     | Notts County         |
| 31 | 11 settembre 1920 | City Ground  | Second Division 1920-1921 | Nottingham Forest | 1 – 0     | Notts County         |
| 32 | 18 settembre 1920 | Meadow Lane  | Second Division 1920-1921 | Notts County      | 2 – 0     | Nottingham Forest    |
| 33 | 5 novembre 1921   | Meadow Lane  | Second Division 1921-1922 | Notts County      | 1 – 1     | Nottingham Forest    |
| 34 | 14 novembre 1921  | City Ground  | Second Division 1921-1922 | Nottingham Forest | 0 – 0     | Notts County         |
| 35 | 22 settembre 1923 | Meadow Lane  | First Division 1923-1924  | Notts County      | 2 – 1     | Nottingham Forest    |
| 36 | 29 settembre 1923 | City Ground  | First Division 1923-1924  | Nottingham Forest | 1 – 0     | Notts County         |
| 37 | 20 settembre 1924 | Meadow Lane  | First Division 1924-1925  | Notts County      | 0 – 0     | Nottingham Forest    |
| 38 | 24 gennaio 1925   | City Ground  | First Division 1924-1925  | Nottingham Forest | 0 – 0     | Notts County         |
| 39 | 18 settembre 1926 | Meadow Lane  | Second Division 1926-1927 | Notts County      | 1 – 2     | Nottingham Forest    |
| 40 | 5 febbraio 1927   | City Ground  | Second Division 1926-1927 | Nottingham Forest | 2 – 0     | Notts County         |
| 41 | 17 settembre 1927 | City Ground  | Second Division 1927-1928 | Nottingham Forest | 2 – 1     | Notts County         |
| 42 | 22 febbraio 1928  | Meadow Lane  | Second Division 1927-1928 | Notts County      | 1 – 2     | Nottingham Forest    |
| 43 | 20 ottobre 1928   | Meadow Lane  | Second Division 1928-1929 | Notts County      | 1 – 1     | Nottingham Forest    |
| 44 | 2 marzo 1929      | City Ground  | Second Division 1928-1929 | Nottingham Forest | 1 – 2     | Notts County         |
| 45 | 7 settembre 1929  | City Ground  | Second Division 1929-1930 | Nottingham Forest | 1 – 1     | Notts County         |
| 46 | 4 gennaio 1930    | Meadow Lane  | Second Division 1929-1930 | Notts County      | 0 – 0     | Nottingham Forest    |
| 47 | 3 ottobre 1931    | City Ground  | Second Division 1931-1932 | Nottingham Forest | 2 – 1     | Notts County         |
| 48 | 13 febbraio 1932  | Meadow Lane  | Second Division 1931-1932 | Notts County      | 2 – 6     | Nottingham Forest    |
| 49 | 8 ottobre 1932    | Meadow Lane  | Second Division 1932-1933 | Notts County      | 2 – 4     | Nottingham Forest    |
| 50 | 18 febbraio 1933  | City Ground  | Second Division 1932-1933 | Nottingham Forest | 3 – 0     | Notts County         |
| 51 | 7 ottobre 1933    | City Ground  | Second Division 1933-1934 | Nottingham Forest | 2 – 0     | Notts County         |
| 52 | 17 febbraio 1934  | Meadow Lane  | Second Division 1933-1934 | Notts County      | 1 – 0     | Nottingham Forest    |
| 53 | 29 settembre 1934 | Meadow Lane  | Second Division 1934-1935 | Notts County      | 3 – 5     | Nottingham Forest    |
| 54 | 9 febbraio 1935   | City Ground  | Second Division 1934-1935 | Nottingham Forest | 2 – 3     | Notts County         |
| 55 | 3 dicembre 1949   | City Ground  | Third Division 1949-1950  | Nottingham Forest | 1 – 2     | Notts County         |
| 56 | 22 aprile 1950    | Meadow Lane  | Third Division 1949-1950  | Notts County      | 2 – 0     | Nottingham Forest    |
| 57 | 15 settembre 1951 | Meadow Lane  | Second Division 1951-1952 | Notts County      | 2 – 2     | Nottingham Forest    |
| 58 | 10 ottobre 1951   | City Ground  | Second Division 1951-1952 | Nottingham Forest | 3 – 2     | Notts County         |
| 59 | 30 agosto 1952    | Meadow Lane  | Second Division 1952-1953 | Notts County      | 3 – 2     | Nottingham Forest    |
| 60 | 3 gennaio 1953    | City Ground  | Second Division 1952-1953 | Nottingham Forest | 1 – 0     | Notts County         |
| 61 | 10 ottobre 1953   | City Ground  | Second Division 1953-1954 | Nottingham Forest | 5 – 0     | Notts County         |
| 62 | 27 febbraio 1954  | Meadow Lane  | Second Division 1953-1954 | Notts County      | 1 – 1     | Nottingham Forest    |
| 63 | 25 settembre 1954 | City Ground  | Second Division 1954-1955 | Nottingham Forest | 0 – 1     | Notts County         |
| 64 | 12 febbraio 1955  | Meadow Lane  | Second Division 1954-1955 | Notts County      | 4 – 1     | Nottingham Forest    |
| 65 | 1 ottobre 1955    | City Ground  | Second Division 1955-1956 | Nottingham Forest | 0 – 2     | Notts County         |
| 66 | 11 febbraio 1956  | Meadow Lane  | Second Division 1955-1956 | Notts County      | 1 – 3     | Nottingham Forest    |
| 67 | 20 ottobre 1956   | Meadow Lane  | Second Division 1956-1957 | Notts County      | 1 – 2     | Nottingham Forest    |
| 68 | 1 maggio 1957     | City Ground  | Second Division 1956-1957 | Nottingham Forest | 2 – 4     | Notts County         |
| 69 | 26 dicembre 1973  | Meadow Lane  | Second Division 1973-1974 | Notts County      | 0 – 1     | Nottingham Forest    |
| 70 | 3 marzo 1974      | City Ground  | Second Division 1973-1974 | Nottingham Forest | 0 – 0     | Notts County         |
| 71 | 28 dicembre 1974  | City Ground  | Second Division 1974-1975 | Nottingham Forest | 0 – 2     | Notts County         |
| 72 | 25 marzo 1975     | Meadow Lane  | Second Division 1974-1975 | Notts County      | 2 – 2     | Nottingham Forest    |
| 73 | 30 agosto 1975    | City Ground  | Second Division 1975-1976 | Nottingham Forest | 0 – 1     | Notts County         |
| 74 | 13 aprile 1976    | Meadow Lane  | Second Division 1975-1976 | Notts County      | 0 – 0     | Nottingham Forest    |
| 75 | 8 marzo 1977      | City Ground  | Second Division 1976-1977 | Nottingham Forest | 1 – 2     | Notts County         |
| 76 | 9 aprile 1977     | Meadow Lane  | Second Division 1976-1977 | Notts County      | 1 – 1     | Nottingham Forest    |
| 77 | 23 gennaio 1982   | City Ground  | First Division 1981-1982  | Nottingham Forest | 0 – 2     | Notts County         |
| 78 | 12 aprile 1982    | Meadow Lane  | First Division 1981-1982  | Notts County      | 1 – 2     | Nottingham Forest    |
| 79 | 4 dicembre 1982   | Meadow Lane  | First Division 1982-1983  | Notts County      | 3 – 2     | Nottingham Forest    |
| 80 | 23 aprile 1983    | City Ground  | First Division 1982-1983  | Nottingham Forest | 2 – 1     | Notts County         |
| 81 | 16 ottobre 1983   | City Ground  | First Division 1983-1984  | Nottingham Forest | 3 – 1     | Notts County         |
| 82 | 31 marzo 1984     | Meadow Lane  | First Division 1983-1984  | Notts County      | 0 – 0     | Nottingham Forest    |
| 83 | 24 agosto 1991    | Meadow Lane  | First Division 1991-1992  | Notts County      | 0 – 4     | Nottingham Forest    |
| 84 | 11 gennaio 1992   | City Ground  | First Division 1991-1992  | Nottingham Forest | 1 – 1     | Notts County         |
| 85 | 30 ottobre 1993   | City Ground  | First Division 1993-1994  | Nottingham Forest | 1 – 0     | Notts County         |
| 86 | 12 febbraio 1994  | Meadow Lane  | First Division 1993-1994  | Notts County      | 2 – 1     | Nottingham Forest    |

### Coppa
| Nº | Data             | Stadio       | Competizione         | Squadra in casa   | Risultato       | Squadra in trasferta |
| -- | ---------------- | ------------ | -------------------- | ----------------- | --------------- | -------------------- |
| 1  | 16 novembre 1878 | Trent Bridge | FA Cup 1878-1879     | Notts County      | 1 – 3           | Nottingham Forest    |
| 2  | 8 novembre 1879  | Trent Bridge | FA Cup 1879-1880     | Nottingham Forest | 4 – 0           | Notts County         |
| 3  | 1 dicembre 1883  | Trent Bridge | FA Cup 1883-1884     | Notts County      | 3 – 0           | Nottingham Forest    |
| 4  | 26 novembre 1887 | Trent Bridge | FA Cup 1887-1888     | Nottingham Forest | 2 – 1           | Notts County         |
| 5  | 24 febbraio 1894 | Trent Bridge | FA Cup 1893-1894     | Nottingham Forest | 1 – 1           | Notts County         |
| 6  | 3 marzo 1894     | Trent Bridge | FA Cup 1893-1894     | Notts County      | 4 – 1           | Nottingham Forest    |
| 7  | 1 gennaio 1978   | City Ground  | League Cup 1977-1978 | Nottingham Forest | 4 – 0           | Notts County         |
| 8  | 9 agosto 2011    | City Ground  | League Cup 2011-2012 | Nottingham Forest | 3 – 3 (4-3 dtr) | Notts County         |